# Плесберг
Плесберг (њем. Plößberg) град је у њемачкој савезној држави Баварска. Једно је од 26 општинских средишта округа Тиршенројт. Према процјени из 2010. у граду је живјело 3.431 становника. Посједује регионалну шифру (AGS) 9377146.

## Географски и демографски подаци
Плесберг се налази у савезној држави Баварска у округу Тиршенројт. Град се налази на надморској висини од 600 метара. Површина општине износи 74,2 km². У самом граду је, према процјени из 2010. године, живјело 3.431 становника. Просјечна густина становништва износи 46 становника/km².